# Религија у Кенији
Доминантна религија у Кенији је хришћанство, представљено са неколико конфесија, а након њега ислам, традиционалне и друге религије.
Религија у Кенији према попису 2019.
Према попису из 2019. године , од укупно 47.213.282 становника, Кенија има:
- 40.379.043 хришћана
  - 9.726.169 католика
  - 15.777.473 протестаната
  - 9.648.690 евангелиста
  - 3.292.573 верника регионалних цркава основаних у Африци
  - 201.263 православаца
  - 1.732.911 других хришћана
- 5.152.194 муслимана
- 60.287 хидуиста
- 318.727 верника традиционалних религија
- 467.083 верника других религија
- 755.750 без религије/атеиста
- 73.253 изјашњених да не знају
- 6.909 неизјашњених